# Asphalt 3D
Asphalt 3D (també conegut com a Asphalt GT: Nitro Racing) és un videojoc de carreres per la Nintendo 3DS. Va ser llançat com un títol de llançament per la nova consola el 27 de març del 2011, en Nord-àmerica, i publicat per Gameloft.